# آبشار هومبولدت
آبشار هومبولدت (به انگلیسی: Humboldt Falls) آبشاری است که در نیوزیلند واقع شده و ارتفاع کلی ریزشگاه آن ۲۷۵ متر (۹۰۲ فوت) است.